# Бразилия на зимних Олимпийских играх 1992
Бразилия принимала участие в Зимних Олимпийских играх 1992 года в Альбертвиле (Франция) в первый раз за свою историю, но не завоевала ни одной медали.

## Состав сборной
Сборную страны представляло семь спортсменов, в том числе одна женщина, все — горнолыжники. Самой молодой участницей была 17-летняя Эвелин Шулер, самым старшим участником — 30-летний Роберт Скотт Детлоф.

## Результаты
Соревнования среди мужчин проходили в Валь-д’Изере (все, кроме слалома) и в Ле Менюире (слалом). Соревнования среди женщин проходили в Мерибеле.
Лучшим результатом сборной стало 40 место Эвелин Шулер в гигантском слаломе.
Мужчины
| Спортсмен             | Соревнование      | 1 спуск        | 2 спуск        | Итог           | Итог  |
| Спортсмен             | Соревнование      | Время          | Время          | Время          | Место |
| --------------------- | ----------------- | -------------- | -------------- | -------------- | ----- |
| Марчело Аповиан       | Супергигант       |                |                | 1:27.87        | 76    |
| Марчело Аповиан       | Гигантский слалом | 1:23.07        | 1:24.97        | 2:48.04        | 73    |
| Марчело Аповиан       | Слалом            | не финишировал | —              | не финишировал | —     |
| Роберт Скотт Детлоф   | Слалом            | 2:06.00        | 1:12.58        | 3:18.58        | 63    |
| Ханс Эггер            | Супергигант       |                |                | 1:35.88        | 86    |
| Ханс Эггер            | Гигантский слалом | 1:27.47        | не финишировал | не финишировал | —     |
| Ханс Эггер            | Слалом            | 1:11.95        | 1:12.56        | 2:24.51        | 48    |
| Фабио Игель           | Гигантский слалом | 1:28.83        | не финишировал | не финишировал | -     |
| Лотар-Кристиан Мундер | Скоростной спуск  |                |                | 2:07.34        | 41    |
| Лотар-Кристиан Мундер | Супергигант       |                |                | 1:21.07        | 55    |
| Серхио Шулер          | Супергигант       |                |                | 1:27.41        | 74    |
| Серхио Шулер          | Гигантский слалом | 1:22.31        | 1:20.30        | 2:42.61        | 64    |
| Серхио Шулер          | Слалом            | не финишировал | —              | не финишировал | —     |

Комбинация (мужчины)
| Спортсмен             | Скоростной спуск | Слалом  | Слалом         | Итог           | Итог  |
| Спортсмен             | Время            | 1 спуск | 2 спуск        | Очки           | Место |
| --------------------- | ---------------- | ------- | -------------- | -------------- | ----- |
| Лотар-Кристиан Мундер | 1:57.01          | 1:07.26 | не финишировал | не финишировал | —     |

Женщины
| Спортсменка  | Соревнование      | 1 спуск | 2 спуск | Итог    | Итог  |
| Спортсменка  | Соревнование      | Время   | Время   | Время   | Место |
| ------------ | ----------------- | ------- | ------- | ------- | ----- |
| Эвелин Шулер | Супергигант       |         |         | 1:48.74 | 46    |
| Эвелин Шулер | Гигантский слалом | 1:26.62 | 1:31.70 | 2:58.32 | 40    |